# Melanotrichia singularis
Melanotrichia singularis är en nattsländeart som beskrevs av Georg Ulmer 1906. Melanotrichia singularis ingår i släktet Melanotrichia och familjen Xiphocentronidae. Inga underarter finns listade i Catalogue of Life.